# Фюман, Франц
Франц Фюман (нем. Franz Fühmann; 15 января 1922[…], Рокитнице-над-Йизероу — 8 июля 1984[…], Восточный Берлин) — немецкий писатель, прозаик. Лауреат премии Генриха Манна (1956). Лауреат Национальной премии ГДР (1957, 1974).

## Биография
Родился в обеспеченной буржуазной семье, обосновавшейся в Богемии. Провёл четыре года в католической школе в Кальксбурге (Вена), куда он пришёл наивным богобоязненным ребёнком и откуда сбежал убежденным атеистом. Участник Второй мировой войны. Служил до окончания войны в вермахте связистом на территории Греции и Советского Союза. В 1945 году попал в советский плен. В плену был сначала слушателем, а потом преподавателем антифашистской школы. В 1949 году выпущен на свободу.
Начал писать после освобождения из советского плена. Его перу принадлежат многочисленные стихотворения, рассказы, повести, романы, пересказы классических произведений мировой литературы для детей.

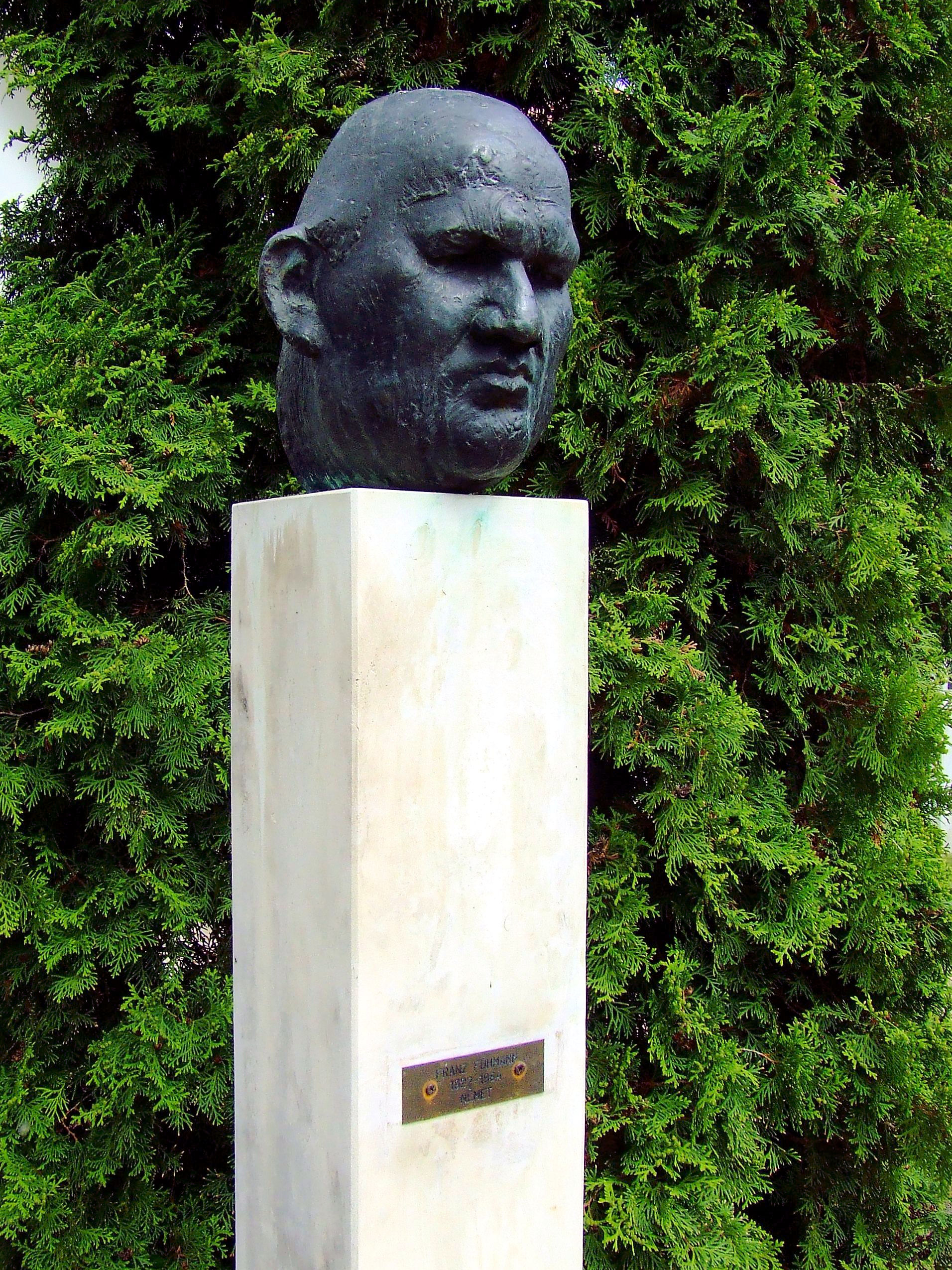
Бюст в Музее Ш. Петёфи

## Творчество
Франц Фюман — популярный немецкий писатель. Был одним из самых знаменитых авторов ГДР. Автор многочисленных стихотворений, рассказов, повестей, романов, а также пересказов классических произведений мировой литературы для детей.
Тема духовного перелома, обретения нового пути, освобождения от коварного и жестокого нацизма, осознания ответственности не только за свою судьбу, но и за судьбу своего народа — важнейшая в творчестве Фюмана. Она проходит через его поэзию, впервые отчетливо прозвучав в стихах 1949—1953 годов и особенно в поэме «Дорога на Сталинград», через цикл автобиографических новелл «Еврейский автомобиль», через повесть о скульпторе Барлахе, через многие рассказы. Цикл рассказов «Сайенс Фикчен» (1981) моделирует антиутопию, в которой тоталитарная Унитерра противостоит Либротерре — стране, где правят деньги. И Унитерра, и Либротерра полностью подавляют все человеческие ценности.

## Избранная библиография
- Однополчане (повесть)
- Суд божий (цикл новелл)
- Эдип-царь (повесть)
- Еврейский автомобиль (Das Judenauto) (1962)
- Дорога на Сталинград (поэма)
- Барлах в Гюстрове (документальная повесть) // Иностранная литература, 1967, № 11
- Двадцать два дня или половина жизни. Москва: Прогресс, 1976
- Сайенс Фикчен (Saians Fiktschen) (1981)
- Падение ангела (Der Sturz des Engels)
- Прометей
- Битва титанов
- Ухо Дионисия
- Рейнеке-Лис и др.

## Премии
- Лауреат премии Генриха Манна (1956)
- Лауреат Национальной премии ГДР (1957, 1974)
- Лауреат премии Ганса и Софи Шолль (1982) за «Der Sturz des Engels» (Падение ангела)